# Jocaste et le Chat maigre
Pour les articles homonymes, voir Jocaste (homonymie).
Jocaste et le Chat maigre sont deux nouvelles d’Anatole France, réunies et publiées en un volume en 1879.

## Jocaste
Jocaste raconte la vie malheureuse et ratée d’Hélène Fellaire. 
Hélène, mal mariée par son père, M. Fellaire de Sisac, à M. Martin Haviland, mène une vie triste et confortable dans un magnifique hôtel particulier du boulevard de La Tour-Maubourg. Elle est témoin de l'empoisonnement de son mari par un domestique peu scrupuleux, nommé Groult (Juste, Désiré). Par une culpabilité déplacée, elle se considère comme complice de cet assassinat, et se croit démasquée par un entrefilet de presse ambigu. Ce sentiment de culpabilité est renforcé par les sentiments amoureux qu'elle porte à un brillant médecin militaire, René Longuemare. Désespérée, elle se suicide par pendaison dans une cabine de bain douche. Le titre de Jocaste est explicité, par son neveu écolier qui ânonne les inoubliables vers de Sophocle racontant la lamentable histoire de cette héroïne grecque, Jocaste mal mariée à Laïus…
Jocaste a été adapté au cinéma en 1925 par Gaston Ravel avec Signoret.

## Le Chat maigre
Cette nouvelle satirique, sans aucun lien avec la précédente, nous plonge dans le Paris de 1877, en compagnie de Rémi Sainte-Lucie, jeune Haïtien, fils d'Alidor Sainte-Lucie, ancien ministre de l'Instruction publique et de la Marine d'Haïti et qui prépare son baccalauréat en dilettante sous la houlette lascive de Monsieur Godet-Laterasse, Créole de La Réunion, journaliste à la pige de la défunte revue L'entonnoir littéraire. Monsieur Godet-Laterasse met la dernière main à une œuvre monumentale portant le titre ronflant De la régénération de la Société par la race noire.
Le Chat maigre est un restaurant situé dans l'endroit le plus resserré et le plus nauséabond de la rue Saint Jacques. Sur tous les murs et même au plafond, il y a des peintures, parmi lesquelles une toile représentant « un chat de gouttière découpant entre des tuyaux de cheminées, sur la lune énorme et rousse sa maigre silhouette noire, arquée comme un pont du Moyen Âge. Cette œuvre d'un jeune maître impressionniste servait d'enseigne à l'établissement… ».
Avec la patronne, la nourrissante Virginie, nous allons découvrir les nouveaux amis de Rémi : le sculpteur velléitaire Labanne, et ses compères Dion, jeune blondinet rentier et poète lyrique à ses heures ; Mercier, un petit homme brun, mathématicien sentencieux et cassant. L'équipe se complète avec Branchut du Tic, à la fois philosophe stoïcien et amoureux transi, émule de l'antique Caton d'Utique.
La nouvelle se termine par le mariage très bourgeois de Rémi avec une fille de rentière, sur le regard placide du Mont Saint-Michel vu d'Avranches.